# Ford Probe
La Ford Probe è una coupé prodotta dalla casa automobilistica statunitense Ford per il mercato nordamericano. Venne introdotta nel 1988 come sostituta della Ford EXP nel segmento delle sportive compatte per terminare la sua produzione nel 1997.

## I concept
Negli anni '70 inoltrati, la Ford e l'italiana Ghia iniziarono ad eseguire studi sul design producendo una serie di concept cars avveniristiche con il nome "probe" (sonda).
La Probe I, mostrata in anteprima nel 1979, aveva una linea a forma di cuneo con ruote posteriori nascoste e fari anteriori a scomparsa. Questo concept venne seguito l'anno successivo dalla Probe II, la quale possedeva una linea più convenzionale con quattro fari anteriori quadrati, ruote a vista, quattro porte e andamento della linea da coupé. Nel 1981 fu l'ora della Probe III con la quale vennero reintrodotte le linee avveniristiche del primo prototipo. In particolare fecero ritorno le ruote posteriori semicoperte, mentre i fari anteriori a scomparsa vennero sostituiti da due fari convenzionali con linee curve. I fari posteriori erano caratterizzati da cinque fasce sottili che si protraevano anche sulla fiancata, mentre sul lunotto vennero montati due piccoli spoiler.
Nel 1982 venne mostrata la Probe IV, che si presentò subito come il più estremo dei quattro concept. Il suo design garantiva un coefficiente aerodinamico estremamente basso (0,15 Cd) ed era caratterizzato da un paraurti anteriore completamente liscio, da tutte le ruote coperte dalla carrozzeria, dalla capote piuttosto bassa e sfuggente e da una linea generalmente squadrata. L'ultimo concept non venne mostrato a distanza di un anno come era avvenuto per i precedenti, ma fece comparsa nel 1985. La Probe V era un'evoluzione della IV e aveva una linea molto più tondeggiante con una capote uniforme senza montanti a vista. I fari anteriori, che sulla IV erano collocati lateralmente sul cofano motore, nella V si trovavano sulla parte anteriore della vettura ed erano piuttosto sottili e allungati, uniti centralmente da una mascherina cromata. Il posteriore, piuttosto allungato, terminava con una coda tronca sopra la quale si trovava una piccola pinna aerodinamica. Il coefficiente aerodinamico di questo prototipo scese ulteriormente a 0,13 Cd.

## Prima generazione (1988-1992)
Negli anni '80, un previsto aumento di prezzo del carburante fece sì che la Ford decise di ridefinire le caratteristiche della Ford Mustang e la sua fascia di mercato. La nuova Mustang sarebbe dovuta nascere su una nuova piattaforma condivisa e prodotta dalla partner giapponese Mazda. Ma appena la data del rilascio si avvicinò, i prezzi del carburante crollarono e tutti gli appassionati della Ford Mustang espressero il loro disappunto nei confronti della nuova versione. La Ford quindi decise di non sostituire la famosa pony car e di vendere la nuova vettura come Ford Probe.
La joint-venture tra Ford e Mazda si chiamò AutoAlliance. La carrozzeria e gli interni della Probe vennero progettati e prodotti a Flat Rock (Michigan) nell'impianto dell'AutoAlliance International Incorporated, il quale al tempo costruiva anche la Mazda MX-6 e la Mazda 626 per il mercato nordamericano.
La Ford Probe venne introdotta negli Stati Uniti nel 1988 con una linea completamente differente dalla sorella Mazda MX-6, la quale era una berlina due porte con fari anteriori convenzionali e non a scomparsa. Come detto in precedenza, la Probe venne basata su una piattaforma della Mazda, denominata GD dal 1988 al 1992 e in seguito aggiornata e denominata GE dal 1993 al 1997.
La Ford si aspettò che la Probe diventasse un successo, aumentasse i volumi di vendita e i profitti della compagnia, ma non fu così. Lo stile moderno e particolare della vettura si rifaceva ai concept presentati nei primi anni '80 e non piacque universalmente. La Probe non fu nemmeno abbordabile e molti potenziali acquirenti si rivolsero a marchi più prestigiosi. Inoltre venne venduta in parallelo con la Mustang, la quale realizzava volumi di vendita maggiori grazie al suo fascino e storia.
Negli Stati Uniti, la Probe venne venduta negli allestimenti GL, LX, e GT. Il primo era la base offerta con un 2.2 cm³ I4 da 111 cv e aria condizionata. L'allestimento LX aggiungeva i finestrini elettrici, la chiusura centralizzata, gli specchietti elettrici e diverse colorazioni degli interni oltre a un tetto panoramico. Nel 1990 l'LX venne motorizzata anche con un 3.0 cm³ "Vulcan" V6 utilizzato anche nelle Ford Taurus, Ranger, Tempo e Aerostar. La GT era nient'altro che una LX, ma motorizzata con un F2T 2.2 cm³ turbocompresso da 146 cv e dotata di intercooler, quattro freni a disco con ABS e servosterzo con assistenza variabile in base alla velocità (VAP).
Il motore utilizzato dalla GT aveva un turbocompressore IHI RHB5-VJ11. La messa a punto era calibrata in modo tale da garantire un ottimo rendimento a giri motore intermedi. La pressione del turbocompressore era di 0.50 bar a 2500 rpm, mentre sul banco prova si ottennero 146 cv e 258 N·m di coppia massima a 3500 rpm. Il telaio e le sospensioni della Probe GT erano della Mazda, ma i continui test realizzati dalla Ford permisero un'ottimizzazione tale da garantire un comportamento stradale differente per la Probe. Tutti gli ammortizzatori erano pressurizzati con azoto e le barre stabilizzatrici erano ottimizzate per affrontare le curve strette. La Probe GT offrì anche delle sospensioni autoregolabili controllate da un sistema computerizzato, che agiva sugli ammortizzatori in base all'accelerazione, alla frenata e al tipo di curva. Il sistema permetteva tre differenti regolazioni degli ammortizzatori. La prima li rendeva più morbidi, la seconda normali e la terza più rigidi adatti a una guida sportiva. In queste modalità, un microprocessore monitorava la velocità del veicolo, l'accelerazione, la frenata e l'angolo di sterzata e automaticamente interveniva sugli ammortizzatori per una migliore manovrabilità e comfort di guida, soprattutto sulle strade tortuose. Oltre gli 80 km/h nelle modalità normale e sport, gli ammortizzatori venivano automaticamente irrigiditi per garantire una maggiore stabilità ad alte velocità.
Nel 1991 la Probe ottenne 4 stelle nei crash test americani.

## Seconda generazione (1993-1997)
La seconda generazione della Ford Probe debuttò nell'agosto 1992 con un design più curvilineo e venne venduta nel 1993. Continuò ad essere assemblata nello stabilimento dell'AutoAlliance International a Flat Rock.
L'allestimento intermedio LX venne cancellato e rimasero il GL e il GT, offerti con due pacchetti d'equipaggiamento differenti chiamati 046A, 047A (versioni GL) e 050A, 051A (versioni GT).
Le versioni GL costarono solamente poco più di 13.000 dollari statunitensi ed erano motorizzate con un 2.0 cm³ I4. Avevano un quadro strumenti sportivo completo e una radio stereo AM/FM. Le GT costarono 15504 $ statunitensi, erano motorizzate con un 2.5 cm³ V6 e montavano pneumatici Goodyear VR50 Gatorback (P225/50VR16 91V), quattro freni a disco, paraurti differenti, fendinebbia, cerchi in alluminio a 5 razze, volante in pelle e sedile del guidatore con aggiustamento lombare. Tutto ciò permise alla Probe GT di vincere il Motor Trend Car of the Year nel 1993.
Entrambi i motori avevano un doppio albero a camme in testa ed erano associati a un cambio manuale a 5 rapporti o a un cambio automatico a 4 rapporti.
Quest'ultimo (F-4EAT) era inizialmente uguale per entrambe le motorizzazioni, ma dal 1994 il 2.0 cm³ I4 utilizzò la trasmissione CD4E, la quale veniva prodotta nello stabilimento di Batavia (Ohio).
Nel 1994 venne venduta una versione speciale della Probe caratterizzata da un colore violaceo chiamato "Orchidea Selvaggia", da tappetini con scritta "Probe" e da sedili avvolgenti in tessuto nero con inserti viola e logo GT. Successivamente venne introdotto l'allestimento SE (Sports Edition) con paraurti uguali alla GT (ma senza fendinebbia), cerchi in alluminio unici da 15", pneumatici BSW P205/55R15 e nomenclatura SE sul posteriore.
Nel 1996 venne aggiunto un piccolo spoiler nelle versioni GT, in quanto gli acquirenti solitamente lo facevano installare dai rivenditori come accessorio.
Infine, nel 1997 arrivò l'allestimento GTS, caratterizzato da due strisce nere o bianche che percorrevano l'intera carrozzeria da un paraurti all'altro passando per il tetto. I cerchi erano cromati e la vettura possedeva uno spoiler di serie.
La versione giapponese della Probe, motorizzata con il 2.5 cm³ V6, aveva prestazioni maggiori rispetto alle controparti dell'Europa e dell'America. La differenza principale consisteva nel numero maggiore di cavalli, 37 in più, ottenuti grazie a una maggiore compressione prodotta dai pistoni e da alberi a camme, testata e collettore di aspirazione più aggressivi. Tuttavia, la versione giapponese era più inquinante in quanto non era dotata del ricircolo dei gas di scarico, richiesto per legge in Nord America ed Europa.
Il motore 1991 cm³ DOHC a iniezione elettronica aveva quattro cilindri in linea con quattro valvole ognuno ed era interamente in alluminio. I cilindri avevano un alesaggio di 83 mm e una corsa di 92 mm. Il rapporto di compressione era di 11,5:1. Le emissioni erano regolate da un convertitore catalitico a tre vie e da un controllo elettronico della miscela aria-benzina. La potenza era di 122 cv a 5500 rpm e la coppia era di 172 nm a 3500 rpm. 
Il 2497 DOHC 24V aveva sei cilindri a V con un alesaggio di 84,5 mm e una corsa di 74,2 mm. Il rapporto di compressione era di 9,2:1 e il motore aveva gli stessi controlli sulle emissioni del più piccolo 2.2 cm³. La potenza era di 154 cv a 5600 rpm e la coppia di 212 N·m a 4000 rpm.
In otto anni di produzione vennero vendute 837273 unità e nel 1997, le vendite furono di sole 32505 vetture.